# Terremoto (álbum)
Terremoto é o primeiro álbum totalmente ao vivo de Eyshila, e seu sexto trabalho musical, lançado em 2005 pela gravadora MK Music.

## Sobre o álbum
O registro ao vivo foi realizado na igreja Assembleia de Deus da Penha, RJ. Foi produzido por Emerson Pinheiro e Rogério Vieira, marcando o primeiro trabalho da artista com captação totalmente ao vivo.
É considerado o maior êxito de sua carreira, após ser certificado pela ABPD como Disco de Platina Dupla, que denota a vendagem de 250 mil cópias vendidas no Brasil, segundo as métricas da associação para a época , e receber uma indicação ao Grammy Latino, no ano de 2005, na categoria "Melhor Álbum Cristão em Língua Portuguesa". 
"Chuva de Poder", "Fiel a Mim", "Fala Comigo", "É Assim Que Eu Quero Te Adorar" e a faixa título são sucessos oriundos da obra, regravados em diversos projetos comemorativos da cantora. 

## Faixas
1. Chuva de Poder (Eyshila)
2. Fala Comigo (Eyshila)
3. Fiel a Mim (Eyshila)
4. Terremoto (Eyshila)
5. Ministração (Eyshila)
6. É Assim Que Eu Quero Te Adorar (Eyshila e Liz Lanne)
7. Eu Quero Ser Santo (Eyshila)
8. Muito Amado (Eyshila)
9. Casa de Bênção (Eyshila)
10. Reconstruir (Eyshila)
11. Serviremos a Deus (Eyshila)
12. Enche Minha Vida (Asaph Borba)
13. Chegar a Ti (part. Quatro por Um) (Emerson Pinheiro e Duda Andrade)
14. Vontade de Adorar (Eyshila)

## Clipes
- Terremoto

## Mini Clipes
- É Assim Que Eu Quero Te Adorar
- Chuva de Poder
- Fiel A Mim
- Casa de Bênção

## Ficha Técnica
- Gravado ao vivo na Assembleia de Deus da Penha, RJ
- Técnico de gravação: Carlson Barros
- Técnico de PA: Edinho
- Técnico de palco: Sérgio Rocha
- Masterização: Ricardo Garcia (Magic Master)
- Back Vocal: Liz Lanne, Jozyanne, Eyshila, Lilian Azevedo, Wilian Nascimento, Marquinhos Menezes e Jairo Bonfim
- Fonoaudióloga e acompanhamento de voz: Lilian Azevedo
- Participação especial na música "Chegar a Ti": Quatro por Um
- Fotos: Sérgio Menezes
- Criação de capa: MK Publicitá

Músicas 1, 2, 3, 6, 8, 10 e 11:
- Produção musical e arranjos: Rogério Vieira
- Teclados e Samplers: Rogério Vieira
- Guitarra: Nasiel
- Bateria: Bebeto Olicar
- Baixo: Ronaldo Olicar
- Guitarra solo e Violão: Sérgio Knust
- Mixagem: Edinho

Músicas 4, 7, 9, 12, 13 e 14:
- Produção musical e arranjos: Emerson Pinheiro
- Teclados, Percussão e Cordas: Emerson Pinheiro
- Guitarra e violão: Duda Andrade
- Baixo: Marcus Sales
- Bateria: Valmir Bessa
- Mixagem: Carlson Barros